# Pim Ligthart
Pim Ligthart (Hoorn, Holanda Septentrional, 16 de junio de 1988) es un ciclista neerlandés que fue profesional entre 2011 y 2020.
Antes de ser profesional fue un destacado pistard, con varios campeonatos nacionales en su haber. Es cuñado del también ciclista profesional Wout Poels.

## Trayectoria
Fue profesional desde 2011, cuando debutó con el equipo Vacansoleil-DCM. En 2014 fichó por el conjunto Lotto Belisol tras la desaparición de su anterior equipo. Entre sus principales logros se encuentran la general de la montaña en la París-Niza 2014 y los premios de la combatividad en la Vuelta a España del mismo año de las etapas quinta, sexta y decimonovena, quedándose muy cerca de la victoria en la sexta en un final acabado en alto (Cumbres Verdes).
En diciembre de 2020 anunció su retirada. Tras ella siguió ligado al ciclismo, incorporándose en 2022 a la estructura del Team DSM como entrenador.

## Palmarés
2011
- Hel van het Mergelland
- Campeonato de los Países Bajos en Ruta

2013
- 1 etapa de la Ster ZLM Toer

2015
- Gran Premio Ciclista la Marsellesa
- 1 etapa de la Vuelta a Andalucía

2019
- Tour de Drenthe[3]

## Resultados en Grandes Vueltas y Campeonatos del Mundo
Durante su carrera deportiva consiguió los siguientes puestos en las Grandes Vueltas y en los Campeonatos del Mundo.
| Carrera         | Carrera         | 2011  | 2012  | 2013  | 2014  | 2015 | 2016  | 2017 | 2018 | 2019 | 2020 |
| --------------- | --------------- | ----- | ----- | ----- | ----- | ---- | ----- | ---- | ---- | ---- | ---- |
|                 | Giro de Italia  | —     | —     | 161.º | —     | —    | 126.º | —    | —    | —    | —    |
|                 | Tour de Francia | —     | —     | —     | —     | —    | —     | —    | —    | —    | —    |
|                 | Vuelta a España | 108.º | 126.º | —     | 127.º | —    | —     | —    | —    | —    | Ab.  |
| Mundial en Ruta | Mundial en Ruta | 21.º  | —     | —     | —     | 99.º | —     | —    | —    | —    | —    |

—: no participa 

Ab.: abandono

## Equipos
- Vacansoleil-DCM (2011-2013)
- Lotto (2014-2016)
  - Lotto Belisol (2014)
  - Lotto-Soudal (2015-2016)
- Roompot-Nederlandse Loterij (2017-2018)
- Direct Énergie (2019-2020)
  - Direct Énergie (01.2019-04.2019)
  - Team Total Direct Énergie (04.2019-2020)